# Lucio Pedanio Secundo
Lucio Pedanio Secundo  fue un senador romano del siglo I, que desarrolló su carrera política bajo los imperios de Augusto, Tiberio, Calígula, Claudio y Nerón.

## Carrera política
Miembro de la gens Pedania de Barcino en la Hispania Tarraconense, su primer cargo conocido fue el de consul suffectus entre abril y julio de 43, bajo Claudio; fue el segundo cónsul de origen hispano, siete décadas después de Lucio Cornelio Balbo el Mayor, quien era gaditano.  En 52-53 fue procónsul de la provincia Asia.
En 60, ya bajo Nerón, fue nombrado prefecto de la Ciudad. En 61 fue asesinado por uno de sus esclavos domésticos y, en el subsiguiente juicio en el Senado, el jurista Gayo Casio Longino defendió la aplicación estricta de la ley romana, que exigía la pena de muerte para toda la numerosa familia de esclavos del asesinado, en contra del parecer popular, que deseaba la exclusiva ejecución del culpable; el emperador Nerón apoyó los argumentos de Longino, que Tácito preservó, y todos los esclavos fueron condenados a la pena capital, y para evitar la reacción popular, fueron escoltados hasta el cadalso por soldados de la guarnición de la urbe.
Estaba emparentado con Cneo Pedanio Salinátor, consul suffectus el mismo año del asesinato de su padre, ya fuese su hermano, su hijo o su sobrino.